# Real (Quezon)
Real (Bayan ng Real) är en kommun i Filippinerna. Kommunen ligger på ön Luzon, och tillhör provinsen Quezon. Folkmängden uppgår till 30 684 invånare.

## Bildgalleri

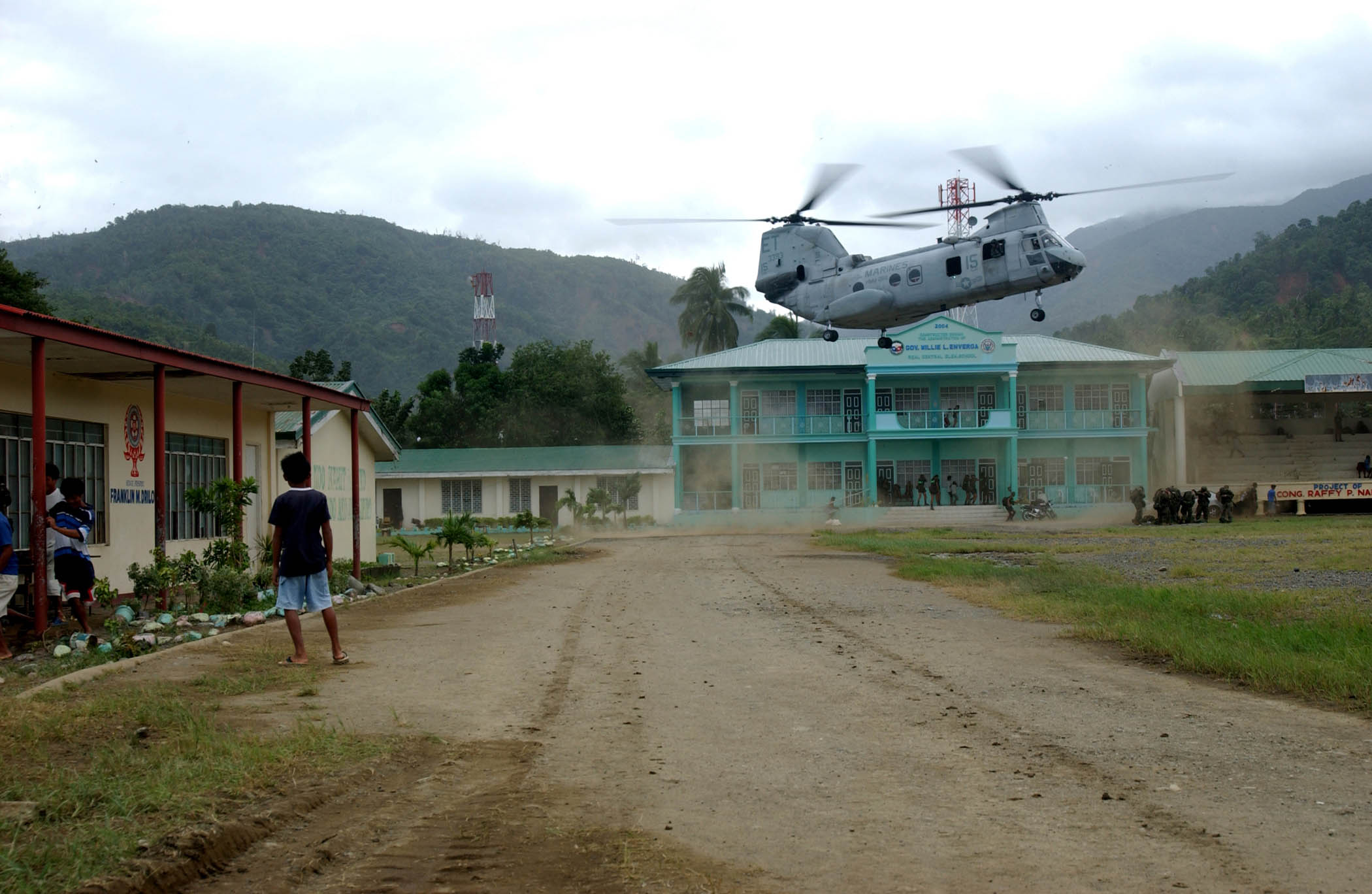

## Barangayer
Real är indelat i 17 barangayer.
| - Poblacion 1 - Capalong - Cawayan - Kiloloran - Llavac - Lubayat - Malapad - Maragondon - Pandan | - Tanauan - Tignoan - Ungos - Poblacion 61 - Maunlad - Bagong Silang - Masikap - Tagumpay |